# El cantante
El Cantante är ett amerikanskt drama från 2006 om salsasångaren Hector Lavoe.

## Handling
Hector Lavoe var en av de största salsasångarna i världen på 1970-talet men hans liv kantades av personliga tragedier och farliga drogmissbruk. Detta är filmen om hans liv.

## Om filmen
Även om filmen bygger på den sanna historien om salsasångaren Hector Lavoe har flera saker ändrats för att bättre passa in i filmen.

## Rollista (i urval)
- Marc Anthony - Hector Lavoe
- Jennifer Lopez - Puchi
- Christopher Becerra - Tito